# اکبر هاشمی رفسنجانی
اکبر هاشمی بَهرَمانی (۳ شهریور ۱۳۱۳ – ۱۹ دی ۱۳۹۵) معروف به اکبر هاشمی رفسنجانی، روحانی و سیاستمدار ایرانی بود. او از ۱۳۵۹ تا ۱۳۶۸ نخستین رئیس مجلس شورای اسلامی و از ۱۳۶۸ تا ۱۳۷۶ چهارمین رئیس‌جمهور ایران بود. هاشمی پس از خرداد ۱۳۶۰ و خلع بنی‌صدر، به عنوان نمایندهٔ سید روح‌الله خمینی، در شورای عالی دفاع، فرماندهی نیروهای مسلح و جنگ را بر عهده داشت. وی از سال ۱۳۶۸ تا زمان مرگ، ریاست مجمع تشخیص مصلحت نظام را برعهده داشت. او از ابتدای تأسیس مجلس خبرگان رهبری در سال ۱۳۶۱ تا سال ۱۳۸۵ نائب رئیس اول این مجلس بود و از ۱۳۸۶ تا ۱۳۹۰ دومین رئیس این مجلس بود. رفسنجانی همچنین رئیس هیئت مؤسس و هیئت امنای دانشگاه آزاد اسلامی بود.
فعالیت سیاسی هاشمی رفسنجانی در دههٔ ۱۳۴۰ آغاز شد و از نزدیکان خمینی بود. او یکی از مخالفان اصلاحاتِ معروف به انقلاب سفید توسط محمدرضاشاه بود و تا پایان حکومت پهلوی، هفت بار به‌علت فعالیت مخفیانه علیه این حکومت دستگیر شد. هاشمی رفسنجانی پس از انقلاب ۱۳۵۷ یکی از بانفوذترین سیاستمداران ایران و از دوستان نزدیک رهبر بعدی، سید علی خامنه‌ای بود. در دوران ریاست جمهوری او، با توجه به شرایط جدید کشور و پایان جنگ، وی اقدامات گسترده‌ای را در طی ۸ سال در ابعاد گوناگون سیاست داخلی و خارجی، اقتصادی، نظامی و امنیتی انجام داد که به دوران سازندگی شهرت یافت. مهم‌ترین اولویت دولت در این دوران، بازسازی زیربناهای اقتصادی و صنعتی کشور، توسعه روابط سیاست خارجی و اصلاح ساختار مدیریتی کشور بود که انتقاداتی را نیز در پی داشت. در این دوران، تعداد بسیار زیادی سد، کارخانه و کارگاه تولید صنعتی راه‌اندازی، و در بسیاری از شهرهای کوچک و بزرگ دانشگاه ساخته گردید. اولین برنامه توسعه بعد از انقلاب که دولت اول اکبر هاشمی رفسنجانی در سال های ۱۳۶۸ تا ۱۳۷۲ آن را اجرا کرد، رشد بالای ۷ درصد داشت و هیچ کدام از چهار برنامه بعدی نتوانستند به چنین رشدی دست پیدا کنند. هر چند این برنامه هم با موانع جدی روبه رو شد و نتوانست به اهداف خود در بخش های دیگر برسد. این اصلاحات، تبعاتی منفی نظیر افزایش تورم و قیمت مسکن در دورهٔ اول ریاست جمهوری وی را نیز در پی داشت. ثبت رکورد تورمی ۴۹٫۴ درصدی که بالاترین رقم تورم ثبت شده در ۸۵ سال اخیر است، در دوران ریاست جمهوری وی اتفاق افتاد.
هاشمی رفسنجانی در سال ۱۳۸۴ در انتخابات ریاست جمهوری شرکت کرد که در دور دوم از محمود احمدی‌نژاد شکست خورد. در جریان انتخابات ریاست جمهوری ۱۳۸۸ هاشمی و خانواده او به وضوح از میرحسین موسوی، کاندیدای اصلاح‌طلبان حمایت کردند و خود او نیز در آخرین نمازجمعه‌ای که در تهران اقامه کرد و پس از آن در محافل خصوصی از سرکوب معترضان به نتایج این انتخابات انتقاد نمود. این انتقادات باعث شد که از سوی مراجع حکومتی به همسویی با معترضان متهم شده و به تدریج جایگاه امامت نمازجمعه، ریاست مجلس خبرگان و اثرگذاری بر دانشگاه آزاد اسلامی را از دست داده و فرزندانش نیز پست‌های خود را از دست بدهند. رفسنجانی در سال ۱۳۹۲، چهارمین بار در انتخابات ریاست جمهوری نامزد شد که صلاحیت وی از سوی شورای نگهبان احراز نشد. با پیروزی حسن روحانی در انتخابات، با توجه به رابطه نزدیک او با هاشمی رفسنجانی و حمایت هاشمی از وی در جریان انتخابات، خانواده هاشمی رفسنجانی به تدریج وجهه سیاسی خود را بازیافتند. او در سال‌های پایانی عمر خود توانست محبوبیتی مجدد در میان ایرانیان پیدا کند.

## زندگی شخصی و خانواده

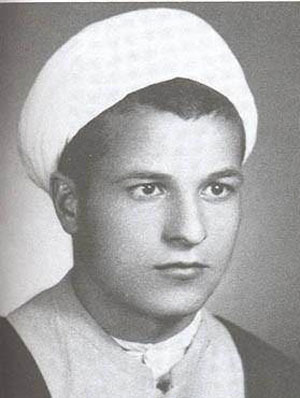
در نوجوانی در لباس طلبگی

اکبر هاشمی رفسنجانی در ۳ شهریور ۱۳۱۳ (برابر با ۲۴ اوت ۱۹۳۴) در روستای بهرمان شهرستان رفسنجان و در خانواده‌ای نسبتاً ثروتمند به دنیا آمد. ریشه و تبار خانوادگی او به بالاگِریوِه لرستان می‌رسد.او یکی از هشت فرزند میرزاعلی هاشمی بهرمانی و ماه‌بی‌بی صفریان بود. پدرش با اندکی تحصیلات حوزوی از باغ‌داران و تاجران پسته بهرمان از توابع بخش نوق رفسنجان بود.
او در پنج سالگی تحصیل را از مکتب‌خانه‌ای در نوق آغاز نمود. او در سن ۱۴ سالگی به قم رفت و به تحصیل علوم دینی پرداخت. استادان وی در حوزه علمیه قم سید حسین طباطبایی بروجردی، روح‌الله خمینی، سید محمد محقق داماد، محمدرضا گلپایگانی، سید محمدکاظم شریعتمداری، سیدشهاب‌الدین نجفی مرعشی، سیدمحمدحسین طباطبائی، نعمت‌الله صالحی نجف آبادی و حسین‌علی منتظری بوده‌اند. در آنجا تحت اثر تعلیمات روح‌الله خمینی به سیاست روی آورد و به مخالفت با حکومت محمدرضا شاه پهلوی و انقلاب سفید او پرداخت. با تبعید خمینی، نقش هاشمی در مبارزه با محمدرضاشاه و نمایندگی خمینی در داخل کشور پررنگ‌تر شد. با وجود نگرش ضد غربی انقلابیون، او سفرهای زیادی از ژاپن در شرق تا ۲۰ ایالت از ایالات متحده در غرب نمود.
هاشمی رفسنجانی در سال ۱۳۳۷ با عفت مرعشی که دختری از خانواده روحانی و از نوادگان سید محمد کاظم طباطبایی یزدی است ازدواج نمود. ثمره این ازدواج پنج فرزند به ترتیب به نام‌های فاطمه، محسن، فائزه، مهدی و یاسر است. دو دختر او با دو پسر حسن لاهوتی اشکوری امام جمعه سابق رشت و از دوستان او در زندان، (که یکی پزشک و دیگری دندان‌پزشک است) ازدواج کردند. از بین دختران او تنها فائزه هاشمی وارد سیاست شد و یک بار نمایندهٔ مجلس شورای اسلامی شد. فاطمه هاشمی از ابتدای تأسیس بنیاد امور بیماری‌های خاص ریاست آن را برعهده دارد و محسن هاشمی رئیس سابق مترو تهران بوده است و سپس معاون عمرانی دانشگاه آزاد اسلامی گردید. مهدی هاشمی نیز مسئولیت‌هایی مانند ریاست سازمان بهینه‌سازی مصرف سوخت و ریاست مرکز تحقیقات دانشگاه آزاد اسلامی را برعهده داشته است.

### ماجرای حسن لاهوتی
حسن لاهوتی اشکوری پدر همسران فائزه هاشمی و فاطمه هاشمی به سازمان مجاهدین خلق، نهضت آزادی وابوالحسن بنی‌صدر نزدیک بود، و با حزب جمهوری اسلامی و رهبران آن دارای اختلاف نظر بود. فائزه هاشمی، بعدها اعلام کرد که لاهوتی از انحصارطلبی‌های حزب جمهوری اسلامی ناراضی بوده است.
لاهوتی در انتخابات ریاست جمهوری بهمن سال ۱۳۵۸ به حمایت از ابوالحسن بنی‌صدر پرداخت، امری که باعث حمله طرفداران حزب به سخنرانی او در کوچصفهان گیلان شد. در سال ۱۳۶۰ هنگامی که لاهوتی با اکثریت مجلس برای برکناری ابوالحسن بنی‌صدر همراه نشد، رابطه وی با جریان حاکم تیره‌تر شد. وی مثل بنی صدر به سخنرانی‌های انتقادی روی آورد و طرفداران جریان حاکم نیز به سخنرانی‌های وی حمله کرده و رسانه‌های طرفدار حکومت نیز به انتقاد از او روی آوردند.
در آبان ۱۳۶۰ که درگیری حکومت و سازمان مجاهدین خلق اوج گرفت، لاهوتی مثل مهدی بازرگان به نحوه برخورد حکومت با سازمان مجاهدین خلق اعتراض کرد. حکومت وحید لاهوتی، پسر وی، را در چهارم آبان بازداشت کرد و در بعدازظهر ششم آبان نیز نیروهای دادستانی به منزل او یورش برده و وی را بازداشت کردند و کمتر از ۲۴ ساعت بعد جنازه او را از اوین بیرون آوردند.
بعدها فاش شد حسن لاهوتی اشکوری با سم استریکنین در زندان اوین کشته شده و پسر او، وحید لاهوتی نیز بر اثر ضربه به سر در زندان کشته شده بود. فائزه هاشمی بعدها گفت: «هم حسن لاهوتی و هم فرزند او، وحید را کشتند.» فاطمه هاشمی، دختر دیگر اکبر هاشمی رفسنجانی نیز اعلام کرد که پدرش به دختران و دامادهای خود سعید و حمید لاهوتی توصیه کرده بود برای مصلحتحکومت جمهوری اسلامی، دربارهٔ مرگ لاهوتی سکوت کنند.

## دوران مبارزه پیش از انقلاب
هاشمی رفسنجانی یکی از چهره‌های تأثیرگذار در روند انقلاب ۱۳۵۷ و همچنین دوران پس از آن است. آشنایی و دوستی او با روح‌الله خمینی از اواخر دهه ۱۳۳۰ شمسی آغاز شد؛ ولی فعالیت سیاسی خود را از سال ۱۳۴۰ آغاز کرد. او در دوران قبل از انقلاب، بسیار به خمینی نزدیک بود. او دربارهٔ نحوه آشنایی خود با خمینی می‌نویسد: «زمینه آشنایی من با امام از همان سالهای اول تحصیل در قم فراهم شد. منزل اخوان مرعشی، مقابل منزل امام بود. پیش از آمدن به این منزل هم، با چهره امام آشنا بودم. ایشان چهره معروف و محترمی در حوزه علمیه بودند که هر کس وارد حوزه می‌شد —در ردیف اولین چهره‌های معروف پس از آقای بروجردی— به زودی ایشان را می‌شناخت. با این همه، همسایگی ما با ایشان باعث زمینه آشنایی بیشتری شد.»
هاشمی پیش از انقلاب، یکی از مخالفان برنامه‌های نوگرایانه شاه (انقلاب سفید) شناخته می‌شد. با تبعید خمینی، رفسنجانی در ایران ماند و مخالفت‌هایش با این برنامه‌ها افزایش یافت. این مخالفت‌ها سرانجام به دستگیری و زندانی شدن او منجر شد. در مجموع و از سال ۱۳۳۷ تا سال ۱۳۵۷ هاشمی رفسنجانی ۷ بار و مجموعاً ۴ سال و ۵ ماه به جرم فعالیت مخفیانه علیه حکومت پهلوی به زندان افتاد. اگرچه در بعد فردی عمده فعالیت مبارزاتی وی پیش از انقلاب را سخنرانی‌های مختلف و کارهای انتشاراتی تشکیل می‌دادند ولی خمینی در دوران تبعید، نقش مدیر مالی مبارزات انقلاب و نیز ارتباط با سایر گروه‌های انقلابی را نیز بر عهده وی گذاشته بود.
از جمله گروه‌هایی که پیوندهای عمیقی با هاشمی داشتند، حزب مؤتلفه اسلامی بود که مسئول ترور حسنعلی منصور شناخته می‌شد. همین ارتباطات یکی دیگر از دلایل دستگیری‌های او بود. در زندان او فرصت یافت تا با سایر گروه‌های مخالف شاه آشنا شود. هاشمی در آغاز دهه پنجاه، به گروه مجاهدین خلق ایران پیوست؛ ولی خیلی زود آنان را ترک کرد و به فعالیت اقتصادی ساخت و ساز املاک در تهران روی آورد.

## سال‌های اول انقلاب
پس از پیروزی انقلاب او یکی از اعضای مؤسس شورای انقلاب اسلامی شد. او از بَدوِ تشکیل این شورا، یکی از قدرتمندترین چهره‌های آن بود. همچنین او مدتی معاونت و سپس سرپرستی وزارت کشور را بر عهده گرفت. او یکی از ۲۸ عضو اولیه و مؤسس جامعه روحانیت مبارز (یک تشکل راست‌گرای سنتی) و همچنین یکی از اعضای مؤسس حزب جمهوری اسلامی در سال اول پس از انقلاب اسلامی بود. سال‌ها بعد، باز او بود که درخواست انحلال این حزب را به روح‌الله خمینی داد.
او از سایر بازیگران صحنه سیاست ایران در آن دوره، ذکاوت سیاسی بیشتری داشت. این توانائی به همراه اعتماد کاملی که خمینی به هاشمی داشت، دو عامل اصلی افزایش روزافزون قدرت او در نظام پس از انقلاب بود. در آن دوره او نزدیک‌ترین فرد به رهبر بود و نقش «چشم و گوش» رهبر را ایفا می‌کرد. به گفته گلد، به کمک هاشمی بود که سپاه پاسداران انقلاب اسلامی در سال ۱۳۵۷ شکل گرفت.
در شب ۴ خرداد ۱۳۵۸ رفسنجانی در داخل منزلش توسط عاملان گروه فرقان مورد اصابت گلوله قرار گرفت و از ناحیهٔ کبد مجروح شد، با دخالت همسر وی (عفت مرعشی)، آسیب جدی به او وارد نشد.
با وقوع بحران گروگان‌گیری در سفارت آمریکا به‌وسیله دانشجویان پیرو خط امام در آبان ۱۳۵۸، هاشمی از آن به‌عنوان «یکی از بزرگ‌ترین اقدامات سازنده در تاریخ کشور» یادکرد. با این‌حال او در دهمین سالگرد پیروزی انقلاب در یک مصاحبه گفت که با توجه به تجارب این سال‌ها «گروگان‌گیری اشتباه بود.»

## ریاست مجلس شورای اسلامی

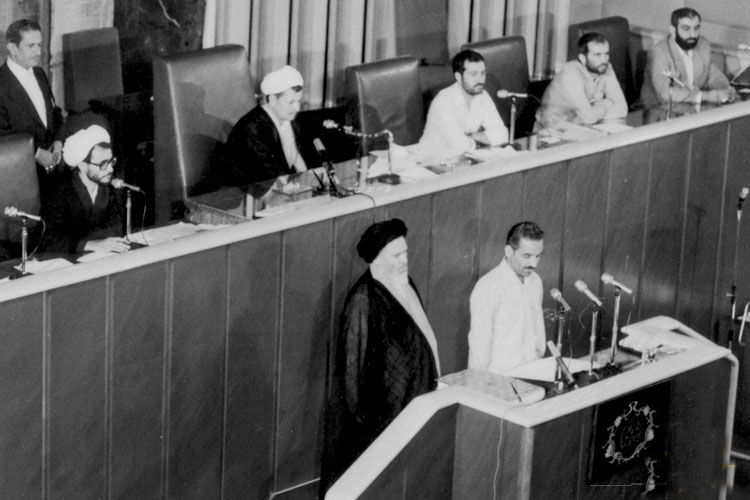
هاشمی به عنوان رئیس مجلس در مراسم تحلیف محمدعلی رجایی

نخستین قانون انتخابات پس از انقلاب با مشارکت هاشمی رفسنجانی تدوین شد و پس از برگزاری اولین انتخابات مجلس از حوزه انتخابیه تهران به مجلس راه یافت و با آغاز کار مجلس در ۷ خرداد ۱۳۵۹ اولین رئیس مجلس شورای اسلامی ایران بعد از انقلاب شد در بهار سال ۱۳۶۰ در عزل ابوالحسن بنی‌صدر از فرماندهی کل قوا و سپس تصویب طرح عدم کفایت سیاسی او نقشی تعیین‌کننده داشت.
در تابستان ۱۳۶۰، اعتراض مجلس را به رد شدن یکی از مصوباتش توسط شورای نگهبان به اطلاع روح‌الله خمینی رساند و توانست برای اولین‌بار، راهکاری قانونی برای اجرایی شدن قوانینی که توسط شورای نگهبان خلاف شرع یا قانون دانسته شده بود ایجاد کند. راهکاری که بعدها به تشکیل مجمع تشخیص مصلحت نظام منجر شد. در بهار ۱۳۶۵، هاشمی نقش فعالی در ماجرای ایران-کنترا داشت؛ ولی این مذاکرات با افشاگری سیدمهدی هاشمی با شکست مواجه شد.
درجریان سومین دوره انتخابات ریاست جمهوری ایران، زمانی که هاشمی رای خود را به نفع سیدعلی خامنه‌ای به صندوق می‌انداخت، مدعی شد که «این رای امام، روحانیت و مجلس است» در گرماگرم اختلافات میرحسین موسوی و علی خامنه‌ای در اواسط دهه شصت، هاشمی خود را از موضع‌گیری له یا علیه نقطه‌نظرات این دو دور نگه داشت و موضعی میانه اتخاذ کرد. با این‌حال بهمن بختیاری، در این دوره میرحسین موسوی را در راس جناح چپ ایران و هاشمی و خامنه‌ای را در راس جناح راست معرفی می‌کند. در چنین شرایطی هاشمی برای یک ریاست جمهوری قدرتمند خیز برداشت.

## هاشمی در دوران جنگ ایران و عراق
هاشمی پس از عزل بنی صدر و کشته شدن مصطفی چمران در اواخر خرداد ۱۳۶۰ به عنوان نماینده رهبر در شورای عالی دفاع، فرماندهی نیروهای مسلح را برعهده داشت. وی همچنین رئیس مجلس، امام جمعه موقت تهران و جانشین فرمانده کل قوا در ماه‌های پایانی جنگ بود.

### در ابتدای جنگ
در ۶ مهر ۱۳۵۹ یک هفته پس از حمله عراق به ایران. سازمان ملل متحد قطعنامه ۴۷۹ را منتشر کرد و از هر دو کشور خواست فوراً هرگونه استفاده بیشتر از زور را متوقف کنند و اختلاف خود را از طریق مذاکره حل و فصل کنند. عراق آن را پذیرفت ولی مسئولان ایران آن را قبول نکردند. در همین روز یاسر عرفات، حبیب شطی و ضیاء الحق از طرف سازمان کنفرانس اسلامی برای ایجاد زمینه صلح بین دو کشور به تهران آمدند. هاشمی روز بعد در مصاحبه مطبوعاتی هفتگی خود گفت: «در آن جلسه دو طرف متفق بودیم که این جنگ را آمریکا شروع کرده و عراق آلت دست شده نقطه نظر ما این بود که سرنوشت جنگ با پیروزی ما تعیین شود زیرا برای ما کافی نیست که بگوییم شکست نخورده‌ایم زیرا باید نشان بدهیم که انقلاب خیلی قوی است و رسالت انقلاب اینست که این جنگ را ببرد و فکر انقلاب را برای توسعه باز کند.
رفسنجانی رئیس مجلس در مصاحبه ای در ۱۰ فروردین ۱۳۶۰ پس از دیدار با هیئت کنفرانس اسلامی گفت: «ما سه چیز می‌خواستیم که در پیشنهاد هیئت نیست: اول بررسی تجاوز و محاکمه متجاوز در دادگاه بین‌المللی اسلامی دیگری خروج نیروهای عراقی قبل از آتش‌بس یعنی نه اینکه اول آتش‌بس یا مذاکره بعد خروج تا سرباز خارجی در خاکمان هست مذاکره ای نخواهیم کرد. سوم اینکه مدار بحث باید قرارداد الجزایر باشد.»
ابوالحسن بنی‌صدر در ۱۱ فروردین ۱۳۶۰ در ستون کارنامه روزنامه انقلاب اسلامی نوشت که مایل است با عراق صلح کند. هاشمی رفسنجانی با دیدن آن اظهار ناخرسندی کرده بود. رفسنجانی در اسفند ۱۳۶۰ در مصاحبه با هفته نامه موقف عربی گفت: «ما نمی‌خواهیم در سایه رژیم فعلی عراق، به هیچ توافقی با بغداد برسیم… و این سری نیست که آن را فاش کنم که صدام حسین توسط میانجی‌ها موافقت کرد طبق مواد و شرایط قرارداد الجزایر و بدون قید و شرط، عقب‌نشینی کند… ولی ما این پیشنهاد را رد کردیم و با هرگونه توافقی مخالفت خواهیم کرد.» … «مادامی که رژیم فعلی عراق، طرف دوم توافق باشد. .. این توافق باید با ملت عراق و پس از پیروزی امضا گردد. ما حاضر نیستیم دست از حمایت از سازمان‌های مخالف رژیم عراق برداریم.» او دربارهٔ پیشنهاد عربستان برای پرداخت خسارت به ایران تاکیدکرد: «این پیشنهاد و پیشنهادهای مخالف را قبول نمی‌کنیم، مسئله ضرر و منفعت نیست، مسئله، مسئله حق و باطل است.»
حیدر مصلحی، در بخشی از سخنانش گفته است: «در دوران دفاع مقدس، تعدادی از خلبانان عراقی به حوزه علمیه نجف، مراجعه کرده و بیان کردند که به ما می‌گویند شهرها را بمباران کنیم؛ اما تمایلی به این کار نداریم. در حوزه علمیه به آنها گفتند که بمب‌ها را در بیابان بیندازید. این مسئله در نماز جمعه بیان و صدام متوجه شد و آنها را اعدام کرد. ما به دنبال شناسایی این افراد هستیم تا شهید اعلام کنیم و با توجه به نقش حوزه علمیه نجف، به سراغ آنها می‌رویم و از فعالیت‌های‌شان می‌پرسیم». فردی که در نماز جمعه این مسئله را مطرح کرده بود، هاشمی رفسنجانی بود. هاشمی در خاطرات اسفند ۱۳۶۶ خود هم نوشته است: «دیشب هم به تهران موشک زده‌اند و عجیب این است که بیشتر موشک‌ها در هوا و فضای تهران منفجر می‌شود و بعضی‌ها هم عمل نمی‌کند». سرلشکر وفیق السامرایی، رئیس بخش ایران در استخبارات عراق و از معتمدان «صدام حسین» در جنگ با ایران، گفته است که یکی از کارهای او شنیدن خطبه‌های نماز جمعه و سخنرانی مقام‌های جمهوری اسلامی برای پی‌بردن به مسائل جنگ و جزئیات برنامه‌های احتمالی ایران بوده است.

### نقش او در ورود به خاک عراق پس از فتح خرمشهر
رفسنجانی در روزنامه خاطرات خود در ۲۰ خرداد ۱۳۶۱ می‌نویسد: «امام با ورود به خاک عراق موافق نیستند … فرماندهان نظامی در حضور ما با امام بحث کردند و ثابت کردند که ادامه جنگ با منع ورود به خاک عراق سازگار نیست.» ناخدا حمید احمدی می‌گوید (حدود دو هفته پس از آزادی خرمشهر) باتفاق ناخدا بهرام افضلی و سرهنگ هدایت الله حاتمی، به منزل رفسنجانی می‌روند و گزارشی ارائه می‌دهند مبنی بر اینکه اگر وارد خاک عراق بشویم نتیجه طولانی شدن جنگ و عدم پیروزی است. انگیزه ای که نظامیان ایران تا کنون در موضع دفاعی داشته‌اند برعکس می‌شود و عراقی‌ها انگیزه شان بیشتر می‌شود. وی می‌گوید آنها سیاست دیگری داشتند، یعنی سیاست ادامه جنگ برای صدور انقلاب اسلامی. وی معتقد است شخصیت کلیدی در راضی کردن خمینی برای ادامه جنگ خود هاشمی رفسنجانی بوده است.

### قضیه مک فارلین و خرید سلاح از آمریکا و اسراییل
در ۱۲ آبان ۱۳۶۵ نشریه الشراع چاپ لبنان در مقاله‌ای ارتباط ایران با آمریکا و اسراییل را افشا کرد. معلوم شد این اطلاعات را مهدی هاشمی برادر داماد حسینعلی منتظری در اختیار این مجله قرار داده است. این مقاله باعث شد رفسنجانی با صلاحدید خمینی در مراسم سالگرد اشغال سفارت آمریکا در ۱۳ آبان ۱۳۶۵ به نقل روایت کنترل شده‌ای از ماجرا بپردازد. نیاز شدید ایران به موشک ضدتانک تاو و قطعات یدکی موشک زمین به هوای هاوک که نبود آن ایران را در برابر حملات هوایی بی دفاع می‌کرد از دلایل این ارتباط ذکر شده است. ارتباط محرمانه به میانجیگری منوچهر قربانی فر شروع می‌شود و به مذاکره محسن کنگرلو در آلمان با اولیور نورث می‌انجامد.
رفسنجانی در مصاحبه کیهان در سال ۱۳۸۲، که بعدها در کتاب بی پرده با هاشمی رفسنجانی چاپ شد، بر اطلاع خمینی و سران سه قوه از این عملیات تأکید کرد.
فریدون وردی نژاد (مسئول وقت اطلاعات سپاه) و احمد وحیدی (که بعدها نخستین فرمانده نیروی قدس سپاه شد) با محسن کنگرلو بر سر در دست گرفتن این عملیات درگیر می‌شوند. این امر باعث می‌شود حسن روحانی بخشی از پول را پرداخت نکند. اما خبری که به رفسنجانی می‌رسد این است که آمریکایی‌ها سلاح را گران حساب کرده‌اند.
در جنگ ایران و عراق، آمریکایی‌ها علاقه‌ای به پیروزی هیچ‌کدام از دو طرف نداشتند. در لبنان شبه‌نظامیان مورد حمایت ایران شهروندان غربی از جمله آمریکایی را گروگان می‌گرفتند. ریگان اصرار داشت که با «تروریست‌ها» مذاکره نمی‌کند، اما علاقه‌مند بود گروگان‌ها سالم آزاد شوند. رابرت مک‌فارلین مشاور امنیت ملی ریگان معتقد بود که حکومت ایران در موارد دیگر نشان داده که حاضر است در ازای گرفتن امتیازاتی، به آزادی گروگان‌ها کمک کند. همزمان منوچهر قربانی‌فر و عدنان خاشقجی، دلالهای اسلحه، اصرار داشتند که فروش اسلحه به ایران، راهی برای حمایت از «جناح میانه‌رو» جمهوری اسلامی است که با «جناح تندرو» رقیب است. خاشقجی در مقاله ای برای شورای امنیت ملی آمریکا تشریح کرد که انفجار مقر تفنگداران دریایی آمریکا در بیروت اقدامی از طرف «جناح تندرو» است که میرحسین موسوی و علی خامنه‌ای آن را نمایندگی می‌کنند. اما آزادی گروگان‌ها از طرف جناح «میانه‌رو» است که کسانی مانند اکبر هاشمی رفسنجانی آن را نمایندگی می‌کنند.
هاشمی رفسنجانی در وادار کردن روح‌الله خمینی به پذیرش خاتمه جنگ با عراق نیز نقش داشت. سه ماه بعد از آن‌که هاشمی در خرداد ۱۳۶۷ از سوی خمینی به جانشینی فرماندهی کل قوا منصوب شد، ایران قطعنامه ۵۹۸ شورای امنیت را پذیرفت.

## ریاست جمهوری

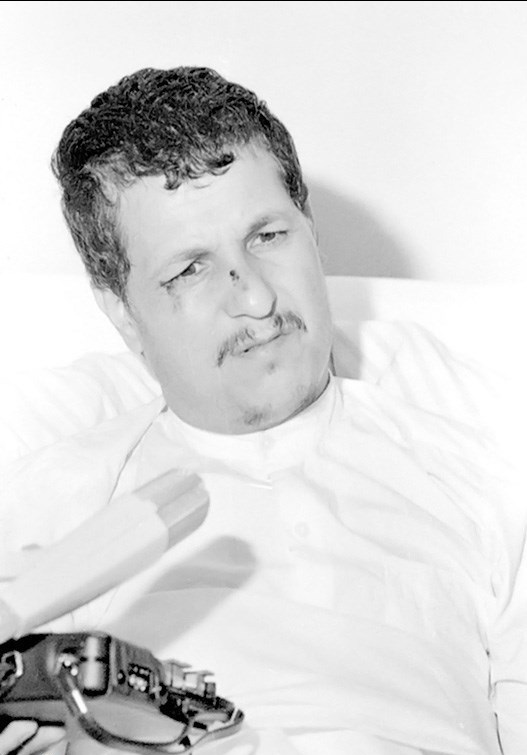
هاشمی رفسنجانی در مصاحبه مطبوعاتی پس از ترور به‌دست گروه فرقان

به دو دوره ریاست جمهوری اکبر هاشمی رفسنجانی در ایران «دوران سازندگی» اطلاق می‌شود که مشتمل بر دولت‌های پنجم و ششم نظام جمهوری اسلامی ایران می‌باشد که آغاز فعالیت آن ۱۲ مرداد ۱۳۶۸ و پایان فعالیت ۱۲ مرداد ۱۳۷۶ می‌باشد. اجرای اولین برنامه پنج ساله توسعه اقتصادی بعد از انقلاب در این دولت انجام گرفت. سیاست باز اقتصادی و وضع قوانین ضد انحصار از جمله اقدامات مؤثر وی بوده است. از مهم‌ترین دغدغه‌های پیش روی این دولت بازسازی کشور بعد از جنگ هشت ساله دشوار بود که ویرانه‌های زیادی را بر جای گذاشته بود و نیاز بود در اسرع وقت بازسازی شوند. به همین منظور هاشمی در وزارتخانه‌های اقتصادی دولت از وزیران با گرایش تکنوکراتی بهره جست. همچنین هاشمی تصمیم گرفت سهم بودجهٔ پروژه‌های عمرانی را به‌طور چشمگیری نسبت به سایر فعالیت‌های دولت بیشتر در نظر بگیرد.
مهم‌ترین اولویت دولت او بازسازی زیربناهای اقتصادی و صنعتی کشور، توسعه سیاست خارجی و اصلاح ساختار مدیریتی کشور بود که انتقاداتی را نیز در پی داشته است. در این دوره تعداد بسیار زیادی سد، کارخانه و کارگاه تولید صنعتی راه‌اندازی، و در بسیاری از شهرهای کوچک و بزرگ دانشگاه ساخته گردید. این اصلاحات، تبعاتی منفی نظیر افزایش تورم و قیمت مسکن در دورهٔ اول ریاست جمهوری وی را نیز در پی داشت. ثبت رکورد تورمی ۴۹٫۴ درصدی که بالاترین رقم تورم ثبت شده در ۸۵ سال اخیر است، در دوران ریاست جمهوری وی اتفاق افتاد. وی در دوران ریاست جمهوری خود سه بار در تاریخ‌های ۲ تیر ۱۳۶۹، ۲۱ بهمن ۱۳۷۱ و ۱۲ بهمن ۱۳۷۲ هدف ترور قرار گرفته است.

### دوره اول
بدون تردید، این هاشمی بود که راه را برای رهبری سیدعلی خامنه‌ای در خبرگان هموار کرد. هاشمی در مجلس خبرگان خاطره‌ای تعریف کرد که بر اساس آن روح‌الله خمینی در زمان حیات خود جانشینی خامنه‌ای بر منصب رهبری را تأیید کرده‌بود. او با کمک خامنه‌ای، تغییرات لازم در قانون اساسی را به‌گونه‌ای اعمال کرد تا با شرایط علی خامنه‌ای تطابق داشته‌باشد. برای نمونه شرط مرجعیت برای رهبر با تلاش او از قانون اساسی ۱۳۵۸ حذف شد. رهبر شدن خامنه‌ای از دید او «یک خبر خوب برای مردم» بود. هم‌زمان با آغاز دوران رهبری علی خامنه‌ای، هاشمی نیز به ریاست مجمع تشخیص مصلت نظام منصوب شد.
رشد قدرت هاشمی در سال‌های پس از مرگ روح‌الله خمینی حداقل تا سال ۱۳۷۴ ادامه یافت. در واقع او خود را به عنوان معمار و مجری ایران نوین معرفی کرد و لقب «سردار سازندگی» را از آن خود ساخت. قدرت اجرایی کشور منحصراً در دست او بود و خامنه‌ای ضعیف‌تر از آن بود تا بتواند نقشی که پیش از او روح‌الله خمینی بازی می‌کرد را ایفا کند. خامنه‌ای به وضوح از نظر فره و مقبولیت نسبت به هاشمی ضعیف‌تر بود. در طول سال‌های بعد و دوره اول ریاست‌جمهوری هاشمی، رهبر واقعی کشور او بود. در واقع این هاشمی بود که در آن دوره سیاست‌های کلی نظام را تعیین می‌کرد.
دوره اول ریاست جمهوری هاشمی یکی از دوره‌های تاریک کشور از نظر نقض حقوق بشر بود. ولی برخی تحلیلگران معتقدند حضور یک روحانی فرصت‌طلب و با دیدگاه‌های کمتر سنتی در راس هرم قدرت در ایران، باعث شد تا حکومت مشروعیت بیشتری کسب کند.

### دوره دوم
ششمین دوره انتخابات ریاست جمهوری ۱۲۸ داوطلب داشت که چهار نفر از آنان یعنی علی‌اکبر هاشمی رفسنجانی، احمد توکلی، عبدالله جاسبی و رجبعلی طاهری تأیید صلاحیت شدند.
در دور دوم ریاست جمهوری و در طول دهه هفتاد، او بارها نشانه‌هایی از تمایل دولت خود به ایجاد نوعی از رابطه با ایالات متحده را نشان داد؛ ولی همواره با شکست مواجه شد. سرانجام در اواخر دور دوم ریاست جمهوری او، دادگاهی در آلمان که به پرونده ترور میکونوس رسیدگی می‌کرد، طی حکمی علی خامنه‌ای و هاشمی رفسنجانی را به دادن دستور این ترور متهم کرد. این حکم موجب بحرانی میان ایران و اروپا شد. بحرانی که تا دوره ریاست جمهوری محمد خاتمی ادامه یافت.
همزمان کارگزاران حکومتی هاشمی، (راست مدرن) نگرش جدیدی از اسلام را به مردم معرفی کردند. این دوران، دوره تقابل دو چهره کاملاً متفاوت از اسلامگرایان بود. با آغاز دور دوم ریاست جمهوری هاشمی، او از تمام انرژی و ظرفیت سیاسی خود استفاده کرد تا میان این دو چهره متفاوت آشتی برقرار کند. او از نفوذ خود بر روحانیون سنتی نیز برای برقراری این تعادل استفاده می‌کرد. در برنامه‌های اقتصادی و فرهنگی نیز هاشمی به‌دنبال تغییر ساختار حکومت دینی به قالبی کارآمدتر بود. او تلاش کرد تا به حاکمیت حکومت بر افکار و زندگی عمومی مردم خاتمه داده و تغییرات اقتصادی-اجتماعی زیادی را نسبت به دوران جنگ با عراق به‌وجود آورد.
در این میان، جناح راست سنتی به رهبری خامنه‌ای با آن‌که بازسازی اقتصاد کشور با سیاست هاشمی را تأیید می‌کرد، ولی سیاست فرهنگی و تمایل او به ظواهر غربی را تحمل نمی‌کرد. به‌تدریج محافظه‌کاران در جهت‌گیری‌های سیاست خارجی با هاشمی اختلافات پیچیده‌ای پیدا کردند. از یک سو از دید آنان آرامش و بازسازی پس از جنگ و توسعه اقتصادی دوره هاشمی قابل قدردانی بود، ولی از سوی دیگر، آنان نگران عادی‌سازی روابط با غرب و تهاجم فرهنگی به کشور بودند. به گمان آنان، سیاست‌های هاشمی در جهت آرمان‌های خمینی و تشیع نبود.
در این ساختار پیچیده جناح چپ که برخلاف سایر جناح‌ها از داشتن یک رهبر قدرتمند (مانند هاشمی و خامنه‌ای) در راس خود محروم بود، قدرت خود را از دست داده و به تدریج صحنه سیاسی کشور را واگذار کرده بود. با این‌حال در دوران ریاست جمهوری هاشمی، او تأکید داشت که «هر کسی در خط امام است با ما اختلافی ندارد». به استناد همین اندیشه وزرایی از جناح چپ نیز در کابینه او حضور داشتند.
در چنین شرایطی بود که گروه شبه نظامی انصار حزب‌الله به‌تدریج شکل گرفت. گروهی که با جناح راست و سیدعلی خامنه‌ای ارتباط داشت. خامنه‌ای که از تابستان ۱۳۷۱ و هم‌زمان با طرح مبحث تهاجم فرهنگی، در تلاش بود تا از قدرت هاشمی به نفع خود بکاهد، در اختلافات میان هاشمی با محافظه‌کاران، طرف محافظه‌کاران را گرفت و مهره‌های نزدیک به هاشمی را یکی‌یکی برکنار کرد.

#### محکومیت در دادگاه میکونوس
به دنبال قتل‌های مرموز مخالفان ایران در اروپا و آلمان و در نهایت پس از واقعه موسوم به ترور میکونوس در سال ۱۹۹۲، دادگاه آلمان پس از پنج سال در بیست و یکم فروردین ماه سال ۱۳۷۶ حکمی صادر کرد که به موجب آن تعدادی از شهروندان ایرانی و لبنانی آلمان و چهارتن از مقام‌های جمهوری اسلامی نیز به دلیل دست داشتن در طرح ترورها محکوم شدند: سید علی خامنه‌ای (رهبر وقت جمهوری اسلامی)، اکبر هاشمی رفسنجانی (رئیس‌جمهور وقت ایران)، علی‌اکبر ولایتی (وزیر امور خارجه وقت) و علی فلاحیان (وزیر اطلاعات وقت).
پس از این حکم آلمان و ایران سفرای خود در دو کشور را فرا خواندند و آلمان چهار دیپلمات ایرانی را از این کشور اخراج کرد. تمامی کشورهای عضو اتحادیه اروپا نیز سفرای خود را از ایران فراخواندند. ایران نیز در پاسخ به این حرکت اتحادیه اروپا سفیران خود را از کشورهای عضو این اتحادیه فرا خواند و روابط دو طرف دچار بحران شد که تا سه ماه بعد و پیروزی محمد خاتمی در انتخابات ریاست جمهوری ادامه داشت.

## دوران اصلاحات
با نزدیک شدن به پایان دور دوم ریاست جمهوری، کمیسیون فرهنگ و ارشاد مجلس شورای اسلامی تلاش کرد تا اصلاحیه‌ای را به تصویب برساند که بر اساس آن، هاشمی بتواند برای سومین بار پیاپی در انتخابات ریاست جمهوری شرکت کند. این اقدام بی‌درنگ مورد اعتراض قرار گرفت. هاشمی نیز تصمیم گرفت ابتکار عمل را از دست ندهد و همگام با اصلاح‌طلبان مسیر اصلاحات را انتخاب کرد. او ابتدا برای مدت چند ماه تلاش کرد تا میرحسین موسوی را ترغیب به شرکت در انتخابات کند؛ ولی پس از این‌که او نامزدی در انتخابات را نپذیرفت، هاشمی از نامزدی سید محمد خاتمی (که پس از خروج از کابینه در سال ۱۳۷۰ همواره مشاور او بود) حمایت کرد. هاشمی در واکنش به محافظه‌کاران تندروتر مانند محمدتقی مصباح یزدی هشدار می‌داد که «ازبین رفتن اعتماد مردم، از ایدز خطرناک‌تر است»
او دو سال پس از اتمام دوران ریاست جمهور خود و در سال ۱۳۷۸ در انتخابات مجلس ششم برای به‌دست آوردن نمایندگی تهران شرکت کرد. حضور او در مجلس می‌توانست باعث شود تا از نگرانی محافظه‌کاران نسبت به ریاست جمهوری خاتمی کاسته شده و خطوط ایدئولوژیک میان آنان با جبهه دوم خرداد کم‌رنگ‌تر شود. در این انتخابات او به سختی توانست آخرین نفر پذیرفته شده باشد. علی‌رغم این پیروزی، هاشمی رفسنجانی قبل از تحلیف به عنوان نماینده از این پست استعفا داد.
اگرچه خاتمی در مقام یک رئیس‌جمهور، محمد هاشمی رفسنجانی (برادر علی‌اکبر هاشمی رفسنجانی) را به سمت معاونت اجرائی خود منصوب نموده بود، ولی قدرت اکبر هاشمی در این دوره رو به افول بود و هدف حمله تندروهای هر دو جناح قرار داشت. سقوط هاشمی دقیقاً از زمانی آغاز شد که در اذهان عمومی به «اکبرشاه» شهرت یافت، یعنی در اوج قدرتش. در جریان قتل‌های زنجیره‌ای، اکبر گنجی در مقاله عالیجناب سرخپوش و عالیجنابان خاکستری به بررسی نقش او در این قتل‌ها پرداخت. غلامحسین کرباسچی، شهردار تهران و یکی از متحدان کلیدی او به زندان محکوم شد. با این‌حال علی‌رغم کاهش چشمگیر قدرت وی، همچنان ریاست مجمع تشخیص نظام را که ارگانی مهم بود برعهده داشت.

### شکایت از رفسنجانی در بلژیک
در ماه فوریهٔ ۲۰۰۰ یکی از فعالان سیاسی ایرانی مخالف با جمهوری اسلامی که نام وی هرگز فاش نشد در دادگاهی در بروکسل از هاشمی رفسنجانی شکایت کرد. وی که از اعضای حزب توده ایران بود در سال ۱۹۸۳ طی عملیات دستگیری فله‌ای سران و اعضای حزب توده دستگیر شده و تا زمان محاکمه‌اش دو سال را در زندان گذرانده و سپس طی یک روند سریع قضایی بدون اجازهٔ دفاع از خود به هفت سال زندان محکوم شده‌بود. وی در این پرونده که در ۱۷ فوریهٔ ۲۰۰۰ (۲۸ بهمن ۱۳۷۸) به دادگاه بروکسل ارسال و قضاوت آن به قاضی دیمین واندرمیرش که در زمینهٔ پرونده‌های حقوق بشر تخصص دارد سپرده شده‌بود، مدعی شده‌بود که بین سال‌های ۱۹۸۳ و ۱۹۸۹ در زندان‌های جمهوری اسلامی تحت شکنجه و خشونت روانی قرار داشته است. اتهامات مطرح‌شده در پرونده علیه رفسنجانی شامل عناوین آدم‌ربایی، شکنجه، ارعاب و خشونت‌های روانی در زندان‌های قزل‌حصار و گوهردشت بودند.
این شکایت بر اساس قانونی در بلژیک انجام شده‌بود که در سال ۱۹۹۳ تصویب و در سال ۱۹۹۹ تکمیل شده‌بود که بنا بر آن به دادگاه‌های بلژیک حق داده شده‌بود دربارهٔ جنایات علیه بشریت در هر کجای جهان تحقیق و محاکمه انجام دهند. همچنین اندکی پیش از آن آگوستو پینوشه رهبر سابق شیلی نیز با اتکا به قانونی مشابه پس از بازداشت در ارتباط با درخواست استرداد توسط یک قاضی اسپانیایی از حبس خانگی در لندن آزاد شده‌بود. این شکایت می‌توانست به صدور حکم بازداشت بین‌المللی برای رفسنجانی منجر و در رابطه با سفرهای خارجی وی مشکل‌ساز شود و همچنین پای دیگر سران جمهوری اسلامی را نیز به میان بیاورد.
مارک لیبرت، وکیل شاکی در گفتگو با خبرنگار رادیو اروپای آزاد/رادیو آزادی در پراگ با بیان اینکه موکلش از دههٔ ۱۹۷۰ تابعیت بلژیکی داشته، اعلام کرد که اعمال سرکوبگرانه‌ای که از سال ۱۹۸۰ در ایران رخ داده با تعریف جنایت علیه بشریت مطابقت دارد و بر اساس قوانین بلژیک، می‌تواند در این کشور مبنای طرح دعوی باشد.
علنی شدن این ماجرا در ماه مارس ۲۰۰۰ (اسفند ۱۳۷۸) واکنش‌های بسیاری را در پی داشت. مجلس شورای اسلامی در ۵ مارس با صدور بیانیه‌ای صلاحیت دادگاه بلژیکی برای طرح اتهام علیه رفسنجانی را رد کرد و هشدار داد که مطرح کردن اتهام نقض حقوق بشر علیه هاشمی رفسنجانی، رئیس‌جمهور سابق ایران در بلژیک روابط دیپلماتیک با بلژیک را در معرض تهدید قرار خواهد داد. حمیدرضا آصفی، سخنگوی وزارت امور خارجه ایران نیز ضمن فاقد صلاحیت دانستن دادگاه بلژیکی این پرونده را کم‌اهمیت دانست و گفت این مسئله صرفاً در حد طرح شکایت بوده و مراحل قضایی آن آغاز نشده و ایران به دنبال کسب اطلاعات بیشتر در این زمینه است و همچنین طرف‌های ناشناس را متهم کرد که می‌خواهند به توسعهٔ روابط ایران با اروپا آسیب بزنند. سید محمد خاتمی رئیس‌جمهور وقت جمهوری اسلامی ایران تحقیقات علیه رفسنجانی را کار «دشمنان ملت ایران» دانست. شورای عالی امنیت ملی با برگزاری جلسه‌ای در ۱۴ اسفند ۱۳۷۸ به ریاست محمد خاتمی و صدور اطلاعیه‌ای رفسنجانی را «یکی از ستون‌های نظام و انقلاب اسلامی» و حکم دادگاه بلژیکی را یک «بی‌ادبی» نامید که از سوی ایران «تحمل نمی‌شود». وزارت خارجه با فراخواندن سفیر بلژیک در ایران به وی اعلام کرد که حکم دادگاه بلژیکی دخالت در امور داخلی ایران و در تعارض با مقررات حقوقی دولت‌هاست و رساندن روابط جمهوری اسلامی با بلژیک به سطح عادی در گروی تغییر این حکم است. احزاب اصلاح‌طلب از جمله جبهه مشارکت ایران اسلامی نیز طرح شکایت از رفسنجانی در دادگاه بلژیک را شدیداً محکوم کردند.
دولت بلژیک اعلام کرد که برای مداخله در اتهامات وارده توسط یک فرد خصوصی در یک پروندهٔ جنایی اختیاری ندارد. وزارت خارجهٔ بلژیک چند بار اعلام کرد که هیچ انگیزهٔ سیاسی از جانب دولت بلژیک در پشت این شکایت وجود ندارد و میشل مالهرب سخنگوی وزارت امور خارجهٔ بلژیک نیز اعلام کرد که کشورش بر استقلال قوهٔ قضاییهٔ این کشور تأکید دارد و همزمان خواهان روابط دوستانهٔ دوجانبه با ایران است. این در حالی بود که بلژیک در سطحی متوسط دارای روابط اقتصادی با ایران بود و شرکت نفتی بلژیکی پتروفینا که از آن زمان توسط گروه فرانسوی توتال تصاحب شد، در بخش نفت ایران سرمایه‌گذاری کرده‌بود. با این وجود برخی از دولت‌های اروپایی که با روی کار آمدن اصلاح‌طلبان به دنبال بهبود روابط خود با جمهوری اسلامی بودند به مخالفت با بلژیک پرداختند. وزیر خارجهٔ وقت ایتالیا در بازدید از ایران گفت «ما اقدام بلژیک را درک نمی‌کنیم و این موضع اروپا نیست».
محمد قوچانی با انتشار یادداشتی تحت عنوان هاشمی‌ها در بلژیک در روزنامهٔ عصر آزادگان در تاریخ ۲۱ اسفند ۱۳۷۸ ضمن شرح مسافرت‌های خارجی و ارتباط اعضای خانوادهٔ هاشمی رفسنجانی با بلژیک، افشا کرد که محسن هاشمی رفسنجانی فرزند اکبر هاشمی رفسنجانی اندکی پیش از این شکایت به بروکسل سفر کرده است. محسن هاشمی در گفتگوی تلفنی با خبرنگاری به نام حسین خوشنویس ابتدا سفر خود به بلژیک را تکذیب می‌کند، اما اندکی بعد در یک مصاحبهٔ دیگر اصل سفر را تأیید کرده و دلیل آن را پیگیری اتوماسیون بلیت‌های متروی تهران با استفاده از امکانات اتحادیهٔ بین‌المللی حمل و نقل عمومی شهری مستقر در بروکسل عنوان کرد. قوچانی در این یادداشت با یادآوری ماجرای قاچاق موشک به بلژیک توسط سعید امامی در دوران ریاست جمهوری هاشمی رفسنجانی، به‌صورت تلویحی به اقدامات امنیتی جمهوری اسلامی در این کشور اروپایی اشاره می‌کند.
هاشمی رفسنجانی در خاطرات خود به تاریخ ۱۲ اسفند ۱۳۷۸ با متهم کردن مخالفان داخلی به این ماجرا اشاره کرده و چنین نوشته است:
روی تکس‌های کامپیوتر کوچک کیفی، خبری آمد که در بلژیک، یک ایرانی ضدانقلاب، به دادگاهی از من شکایت کرده و قاضی در یک اقدام غیرقانونی، دستور تحقیق داده است؛ احتمالاً با افرادی در داخل کشور، برای ادامه تخریب‌های انتخاباتی هماهنگ‌اند.

## دورهٔ پس از اصلاحات
هاشمی بار دیگر در انتخابات ریاست جمهوری سال ۱۳۸۴ شرکت کرد. با وجود آن‌که او در مرحلهٔ اول انتخابات آرایی بیش از محمود احمدی‌نژاد کسب کرده‌بود، ولی در مرحلهٔ دوم نتوانست بیش از ۳۶ درصد از آرا را کسب کند. در واقع، رأی‌دهندگان ترجیح دادند از میان دو فردی که یکی را می‌شناختند و دیگری را نمی‌شناختند، ناشناخته را انتخاب کنند. کیت کرین ثروت هاشمی را یکی از دلایل شکست او در این انتخابات می‌داند. او همانند مهدی کروبی و مصطفی معین به نتایج انتخابات اعتراض کرد. هاشمی پس از انتخابات با صدور بیانیه‌ای اعلام کرد پاره‌ای اقدامات و دخالت‌های سازمان یافته، انتخابات ریاست جمهوری سال ۱۳۸۴ را آلوده کرده است.
پیروزی او در انتخابات مجلس خبرگان رهبری در سال ۱۳۸۶، فرصتی برای جبران شکست‌های جدی پیشین از جناح تندرو محافظه‌کار فراهم آورد. هاشمی در تهران آرای بیشتری نسبت به سایر نامزدها کسب کرده‌بود و نمایندهٔ اول پایتخت محسوب می‌شد. اندکی بعد او در رقابت با احمد جنتی، ریاست مجلس خبرگان را نیز به‌دست‌آورد. مجلسی که در صورت لزوم می‌توانست با دو سوم آرا، خامنه‌ای را از رهبری برکنار کند.

### انتخابات ریاست جمهوری سال ۱۳۸۸ و پیامدها
«من البته در موارد متعددی با آقای هاشمی اختلاف‌نظر داریم، که طبیعی هم هست … البته بین ایشان و بین آقای رئیس‌جمهور از همان انتخاب سال ۸۴ تا امروز اختلاف‌نظر بود،... و نظر آقای رئیس‌جمهور[احمدی‌نژاد] به نظر بنده نزدیک‌تر است.»— سید علی خامنه‌ای در نماز جمعهٔ ۲۹ خرداد ۱۳۸۸
تنش بین هاشمی و احمدی‌نژاد در جریان انتخابات ریاست جمهوری در سال ۱۳۸۸ به صورت علنی خود را نشان داد، در مناظره تلویزیونی محمود احمدی‌نژاد و میرحسین موسوی در تاریخ ۱۳ خرداد ۱۳۸۸، احمدی‌نژاد اتهاماتی را به خانوادهٔ هاشمی رفسنجانی وارد ساخت. هاشمی نیز تنها سه روز قبل از انتخابات و در یک نامه سرگشاده به خامنه‌ای، ادعاهای احمدی‌نژاد را «دروغ، تهمت و خلاف‌گویی» خواند. خامنه‌ای نیز ده روز بعد در نماز جمعهٔ ۲۹ خرداد گفت:
«من از سال ۱۳۳۶ - یعنی ۵۲ سال قبل - ایشان [هاشمی رفسنجانی] را از نزدیک می‌شناسم. آقای هاشمی از اصلی‌ترین افراد نهضت در دوران مبارزات بود؛ از مبارزین جدی و پیگیرِ قبل از انقلاب بود؛ بعد از پیروزی انقلاب از مؤثرترین شخصیت‌های جمهوری اسلامی در کنار امام بود؛ بعد از رحلت امام هم در کنار رهبری تا امروز. این مرد بارها تا مرز شهادت پیش رفته. قبل از انقلاب اموال خودش را صرف انقلاب می‌کرد و به مبارزین می‌داد … در طول این مدت هیچ موردی را سراغ نداریم که ایشان برای خودش از انقلاب یک اندوخته‌ای درست کرده باشد.»
در روز ۲۶ تیرماه ۱۳۸۸، هاشمی سکوت غیرمعمول خود پس از انتخابات را شکست. او در خطبه‌های نماز جمعه تهران (۲۶ تیر ۱۳۸۸) شورای نگهبان را به ازدست دادن فرصت متهم کرد. نتایج انتخابات را از دید مردم مشکوک و تردیدآمیز خواند و از حاکمیت خواست تا با آزاد کردن زندانیان سیاسی، اعتماد را به مردم بازگرداند. اجتماع دو و نیم میلیون نفر از نمازگزاران و معترضان حاضر (پرازدحام‌ترین نماز جمعه تاریخ ایران)، با دخالت حکومت به درگیری کشیده شد. هاشمی که از ۱۲ تیرماه ۱۳۶۰ امام جمعه موقت تهران بود و با بیش از ۴۰۰ بار اقامه، رکورددار امامت جمعه تهران بود، پس از این روز این سمت را ترک گفت.
هاشمی پس از آن در مناسبت دیگری گفت:
اگر مردم ما را بخواهند حکومت می‌کنیم و اگر نخواهند می‌رویم. حکومت پول دارد. نیرو دارد می‌تواند در خیابان آدم جمع کند ولی گروه مقابل یک عده استاد، دانشجو کارگر، مدیر، صنعت‌گر هستند و درست نبود که بسیج و سپاه در مقابل مردم قرار داده شوند… چطور می‌شود میلیون‌ها نفر در خیابان بیانند و بگویند در انتخابات تقلب شده است و به انتخابات تردید نکرد؟

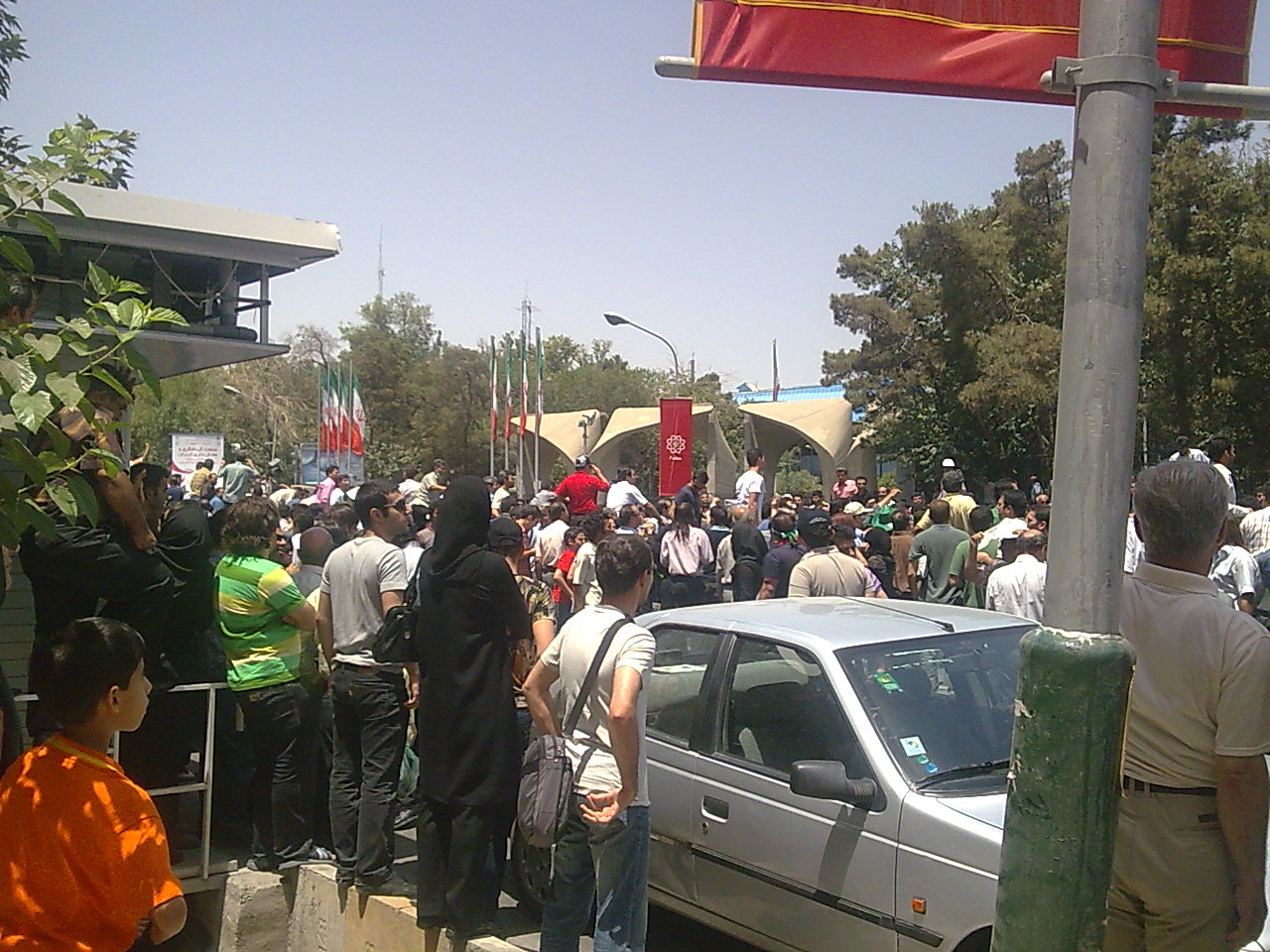
خیابان انقلاب (تهران) در جریان نماز جمعه تهران (۲۶ تیر ۱۳۸۸)

هاشمی حتی در مراسم تنفیذ حکم ریاست جمهوری محمود احمدی‌نژاد شرکت نکرد و روز تنفیذ به سفر شمال رفت. مصباحی مقدم می‌گوید حتی دفتر رهبری هم هلیکوپتری برای شرکت هاشمی در مراسم تنفیذ به محل اقامت او فرستادند ولی هاشمی را نیافتند و دست خالی برگشتند.
از آن پس هاشمی همسو با سران فتنه خوانده‌شد. نزدیکانش به ویژه فائزه هاشمی و مهدی هاشمی دستگیر یا تهدید به دستگیری شدند و کنترل او بر دانشگاه آزاد اسلامی به چالش کشیده شد از سوی دیگر با اعلام کاندیداتوری مهدوی کنی برای ریاست خبرگان در سال ۱۳۸۹، هاشمی از کاندیداتوری برای این سمت نیز استعفا داد و ریاست مجلس خبرگان را به مهدوی کنی واگذار کرد. وب سایت وی نیز در دی ماه ۱۳۹۰ مسدود شد و تا مدت شش ماه خارج از دسترس بود.
در شهریور ۱۳۹۳، مصطفی تاجزاده، معاون سیاسی سابق وزارت کشور و از بازداشت‌شدگان حوادث پس از انتخابات دهم، با انتشار نامه‌ای ادعا کرد که در طول مدت بازداشت، بارها از جانب مأموران بازداشتگاه دو الف سپاه پاسداران تحت فشار قرار گرفته تا علیه علی اکبر هاشمی رفسنجانی، سید محمد خاتمی و میرحسین موسوی، شهادت دهد که این افراد، در پی انجام انقلاب مخملی در ایران بودند. وی همچنین تلاش برای بازداشت فرزندان هاشمی رفسنجانی را اعمال فشار بر شخص اکبر هاشمی رفسنجانی برای تغییر مواضعش دانسته.

### انتخابات ریاست‌جمهوری ایران در سال ۱۳۹۲

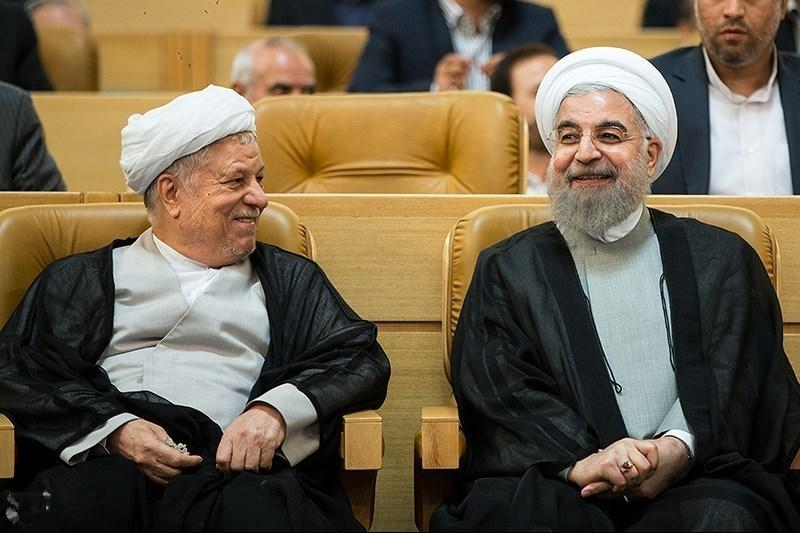
هاشمی رفسنجانی و حسن روحانی

اکبر هاشمی رفسنجانی در تاریخ ۲۱ اردیبهشت ۱۳۹۲ و در واپسین دقایق ثبت نام در انتخابات ریاست‌جمهوری نام‌نویسی کرد، اما در کمال ناباوری صلاحیت وی از سوی شورای نگهبان احراز نشد. هاشمی در سن ۷۹ سالگی در انتخابات ریاست جمهوری سال ۱۳۹۲ ایران کاندیدا شده بود، اما شورای نگهبان صلاحیت او را به دلیل عدم توانایی جسمی رد کرد. در واکنش به این تصمیم شورای نگهبان، پایگاه اطلاع‌رسانی اکبر هاشمی رفسنجانی فیلمی منتشر کرد که در آن، هاشمی با چند نفر از همراهانش از کوه بالا می‌رود و در نهایت، با رسیدن به آبشاری به نام چال مگس نام خود را بر روی سنگ به یادگار می‌نویسد. این فیلم بعدها از پایگاه رسمی هاشمی رفسنجانی حذف شد اما هنوز در برخی پایگاه‌های خبری ایران و نیز شبکه یوتیوب در دسترس است. بعد از این رد صلاحیت تحلیلگران گمان می‌کردند حضور سیاسی رفسنجانی در سیاست داخلی ایران به اتمام رسیده است و صحنه برای حضور قدرتمندتر سپاه پاسداران فراهم آمده است.

دو روز قبل از انتخابات وبگاه هاشمی خبر از دیدار وی با «جمعی از جوانان فعال دانشجویی از تهران، قم و دیگر استان‌ها» داد. در این دیدار او در مورد عدم احراز صلاحیتش گفت:
یک مقام ارشد امنیتی، برخلاف عرف و قانون، شخصاً در جلسه بررسی صلاحیت‌ها در شورای نگهبان حضور یافت که ابتدا مورد اعتراض برخی از اعضای شورای نگهبان نیز قرار گرفت و نهایتاً به اعضای شورای نگهبان گفت: که حضور هاشمی در انتخابات می‌تواند موجب پیروزی قاطع و با رای بالای مردم شود که با راه و رسم آن‌ها سازگار نیست و لذا این شورا را متقاعد کرد که به بهانه شرایط جسمی رای به عدم احراز صلاحیت بنده دهند.
وبگاه کلمه وابسته به میرحسین موسوی مقام امنیتی مورد اشاره هاشمی را حیدر مصلحی وزیر اطلاعات اعلام کرد.
اما شرایط در نهایت به گونه‌ای پیش رفت که انتخابات به نفع هاشمی تمام شد. دو روز قبل از انتخابات هاشمی رفسنجانی، سید محمد خاتمی، سید حسن خمینی و علی اکبر ناطق نوری در بیانیه‌ای از حسن روحانی، نزدیک‌ترین کاندیدای انتخابات به هاشمی و اصلاح طلبان حمایت کردند. حسن روحانی در جریان این انتخابات به عنوان یازدهمین رئیس‌جمهور ایران انتخاب شد.

### انتخابات مجلس خبرگان رهبری در سال ۱۳۹۴
در ۳۰ آذر ۱۳۹۴، و هم‌زمان با حضور چشمگیر و گستردهٔ اصلاح طلبان و اعتدال گرایان برای ثبت نام در پنجمین دورهٔ انتخابات مجلس خبرگان رهبری، اکبر هاشمی رفسنجانی نیز با حضور در وزارت کشور برای شرکت در این دور از انتخابات خبرگان ثبت نام نمود. پس از این ثبت نام با توجه به سابقهٔ رد صلاحیت اکبر هاشمی رفسنجانی در انتخابات ریاست جمهوری ۱۳۹۲ سؤالات زیادی در رابطه با نتیجه بررسی صلاحیت وی توسط شورای نگهبان در محافل سیاسی مطرح گردید، اما در نهایت در ۶ بهمن ۱۳۹۴، و هم‌زمان با اعلام نتایج بررسی صلاحیتهای نامزدان خبرگان توسط شورای نگهبان، و درحالی‌که صلاحیت چهره‌های اصلاح طلب و اعتدالگرای فراوانی همچون سید حسن خمینی، مجید انصاری، محمود امجد و سید محمد موسوی بجنوردی، احراز نگردیده بود، این شورا اعلام کرد که صلاحیت اکبر هاشمی رفسنجانی احراز شده است. کمی بعد وی پس از شش سال برای اولین بار از صدا و سیمای جمهوری اسلامی و از شبکه تهران، در یک برنامه تبلیغاتی مستقیماً با مردم سخن گفت و متذکر شد که جمهوریت و اسلامیت نظام دچار ضعف شده است. در همان روز لیست نامزدان خبرگان مورد حمایت هاشمی رفسنجانی برای انتخابات مجلس خبرگان با عنوان خبرگان مردم، در رسانه‌ها منتشر گردید. در این لیست از تهران، علاوه بر خود هاشمی رفسنجانی، حسن روحانی، قربانعلی دری نجف آبادی، سید محمد سجادی عطاآبادی، سید محمود علوی، محمدعلی موحدی کرمانی، محمد محمدی ری‌شهری، ابراهیم امینی، محمد امامی کاشانی، هاشم بطحایی گلپایگانی، محسن قمی، محسن اسماعیلی، نصرالله شاه‌آبادی، سید ابوالفضل میرمحمدی، محمدعلی تسخیری و محمدحسن زالی قرار داشتند که ۱۵ نفر از فهرست ۱۶ نفره فوق به مجلس خبرگان راه یافتند. شخص اکبر هاشمی رفسنجانی نیز با کسب ۲٬۳۰۱٬۴۹۲ رای در استان تهران، بالاترین میزان رای یک نامزد انتخابات خبرگان را در تمام ادوار این مجلس کسب نمود. در این دوره محمد یزدی، رئیس مجلس خبرگان و محمدتقی مصباح یزدی رای لازم را برای حضور در خبرگان به دست نیاوردند و احمد جنتی، دبیر شورای نگهبان شانزدهم شد. در ۲۰ اسفند ۱۳۹۴، علی خامنه‌ای، رهبر ایران که پیش از انتخابات نیز دربارهٔ برنامه‌ریزی برای حذف برخی چهره‌ها از مجلس خبرگان هشدار داده بود در حمایتی آشکار از رای نیاوردن محمد یزدی و محمدتقی مصباح ابراز نارضایتی کرده و نبودن آن‌ها در مجلس خبرگان پنجم را مایهٔ خسارت دانست.

## مرگ و خاک‌سپاری
هاشمی رفسنجانی در حال شنا در استخر کوشک متعلق به مجمع تشخیص مصلحت نظام واقع در نزدیکی مجموعه سعدآباد در روز یکشنبه ۱۹ دی ۱۳۹۵ دچار عارضه قلبی شد. و عملیات احیا توسط محافظان حاصلی نداشت و وی در ساعت ۱۸:۲۰ آن روز با علائم ایست قلبی و در شرایطی که علائم حیاتی نداشت، به بیمارستان شهدای تجریش منتقل شد. مراحل احیای قلبی برای وی انجام شد؛ اما تلاش بیش از یک ساعته احیای وی ناموفق ماند و ساعت ۱۹:۳۰ دقیقه همان روز در ۸۲ سالگی مرگ وی اعلام گردید. پیکر او پس از اقامه نماز میت توسط سید علی خامنه‌ای رهبر ایران در دانشگاه تهران در ۲۱ دی ۱۳۹۵، از خیابان انقلاب تهران تا حرم سید روح‌الله خمینی تشییع و در آنجا به خاک سپرده شد.
مراسم چهلمین روز مرگ وی در عصر پنجشنبه ۲۸ بهمن ۱۳۹۵ در آرامگاه سید روح‌الله خمینی برگزار شد.

### مشکوک بودن مرگ
برخی از فرزندان هاشمی، مرگ وی را مشکوک دانسته‌اند فائزه هاشمی اعلام کرد در جلسه ای با حضور اعضای خانواده و برخی از مسئولان شورای عالی امنیت ملی اعلام کردند در بدن پدرم ۱۰ برابر بیش از حد مجاز رادیواکتیو بوده است. محسن هاشمی، فرزند ارشد وی، ادعای آلوده‌بودن به رادیواکتیو را عددسازی خواند. بررسی شورای عالی امنیت ملی ایران علت مرگ وی را مشکوک ندانست؛ اما روحانی (رئیس‌جمهور وقت) دستور به بازگشایی پرونده داد.
در پی ادامه تردیدها دربارهٔ مرگ هاشمی رفسنجانی، پسرش محسن هاشمی گفت که حکومت جمهوری اسلامی، اجازه دیدن فیلم‌های باغ و استخری را (که پدرش در آن، درگذشته است) نمی‌دهند. همچنین گفت که نمی‌توانیم بگوییم پرونده فوت هاشمی، مختومه است؛ چون حسن روحانی، گزارش را به شورای امنیت، برگردانده است.
فاطمه هاشمی، دختر بزرگ اکبر هاشمی رفسنجانی، گفت که پدرش را ۲۰ دقیقه دیر به بیمارستان رساندند و (عوامل جمهوری اسلامی) در بیمارستان نیز اجازه ندادند که پزشک بیمارستان او را معاینه کند. در آنجا منتظر پزشک دادستانی شدند. میزان رادیو اکتیو بدن هاشمی رفسنجانی، بالاتر از حد نرمال و ده برابر بود.

### شهادت خواندن مرگ وی
فائزه رفسنجانی، دختر اکبر هاشمی رفسنجانی، در پیامی از داخل زندان اوین، از مرگ پدرش به عنوان شهادت نام برد.

## توصیه به سکوت دربارهٔ مرگ مشکوک خویشاوندان
فائزه هاشمی، دربارهٔ دلیل مرگ پدر همسرش حسن لاهوتی اشکوری و نیز مرگ پسر او، وحید لاهوتی اعلام کرد: «هم حسن لاهوتی و هم فرزند او، وحید را کشتند.» فاطمه هاشمی، دختر دیگر اکبر هاشمی رفسنجانی و عروس دیگر لاهوتی گفت که هاشمی رفسنجانی به دختران و دامادهای خود یعنی سعید و حمید لاهوتی توصیه کرده بود که برای حفظ مصالح حکومت جمهوری اسلامی، دربارهٔ شیوه مرگ لاهوتی سکوت کنند. حسن لاهوتی اشکوری، با سم استریکنین در زندان اوین کشته شد؛ همان‌طور که پسرش وحید لاهوتی نیز بر اثر ضربه به سر در زندان کشته شد.

## قتل‌عام مخالفان سیاسی در دوران رئیس‌جمهوری
از رویدادهای مهم دوران ریاست جمهوری رفسنجانی ترور مخالفان سیاسی جمهوری اسلامی در خارج از کشور و قتل و اقدام به قتل دگراندیشان و روشنفکران در داخل کشور بوده است. به نوشته ماهنامه خط صلح که به صاحب‌امتیازی مجموعه فعالان حقوق بشر در ایران منتشر می‌شود، تعداد قربانیان ترورهای جمهوری اسلامی در خارج از کشور به چیزی بین ۹۰ تا بیش از ۲۰۰ نفر می‌رسد. بیش از ۸۰ تن از روشنفکران، نویسندگان، فعالان سیاسی و شهروندان عادی نیز در داخل کشور ترور شده‌اند. تعداد قابل توجهی از این قتل‌ها در دوران زمامداری هاشمی رفسنجانی اتفاق افتاد.

### ترور عبدالرحمان قاسملو، عبدالله قادری آذر، و فاضل رسول
عبدالرحمان قاسملو دبیرکل حزب دموکرات کردستان ایران، عبدالله قادری آذر (عضو کمیته مرکزی حزب) و فاضل رسول (از استادان کرد دانشگاه وین) در ۲۲ تیر ۱۳۶۸ در حالی که برای رسیدن به راه‌حل مسالمت آمیز در ایران با تنی چند از نمایندگان حکومت جمهوری اسلامی در وین بر سر میز گفتگو برای مذاکرات صلح نشسته بودند، توسط فرستادگان جمهوری اسلامی که با پوشش دیپلماتیک و با همکاری سفارت ایران اعزام شده بودند، کشته شدند. هاشمی رفسنجانی شخصاً از برخی چهره‌های بین‌المللی از جمله رئیس‌جمهور وقت الجزایر برای وساطت و برقراری ارتباط برای ملاقات استفاده کرده بود.

### ترورهای میکونوس
صادق شرفکندی دبیرکل وقت حزب دموکرات کردستان ایران، نوری دهکردی یکی از فعالان سیاسی اپوزیسیون در برلین، و دو تن از رهبری حزب دموکرات به نام‌های همایون اردلان، و فتاح عبدلی در ۱۷ سپتامبر ۱۹۹۲ در رستوران میکونوس برلین با شلیک مسلسل به قتل رسیدند. به دنبال صدور حکم دادگاهی که برای چهار تن از عوامل این ترور تشکیل شد در تاریخ ۱۰ آوریل ۱۹۹۷ حکم جلب بین‌المللی برای علی فلاحیان وزیر وقت اطلاعات جمهوری اسلامی صادر شد. همچنین دادگاه حکم داد که ترور با اطلاع مستقیم علی خامنه‌ای رهبر جمهوری اسلامی و هاشمی رفسنجانی رئیس‌جمهور وقت انجام شده است.

## دیدگاه‌های سیاسی و اقتصادی
از بعد اقتصادی، برخلاف محافظه‌کاران راست سنتی که طرفدار دیدگاه بازار آزاد هستند، رفسنجانی به یک اقتصاد ترکیبی معتقد بود. برای نمونه او به ملی کردن صنایع بزرگ و مالیات‌های سنگین باور داشت. همین امر باعث شده بود که از حمایت طیف‌های چپ نیز برخوردار باشد. در حقیقت در طول دهه اول پس از انقلاب ۱۳۵۷، رفسنجانی با همین دیدگاه، اتحاد خود را به جناح چپ حفظ کرد؛ ولی پس از مرگ روح‌الله خمینی در سال ۱۳۶۸ او تلاش کرد تا به محافظه‌کاران نزدیک‌تر شود؛ بنابراین در مناسبات میان دو جناح، او یک نقطه مشترک بوده است.
با وجود تمایلات راست در اندیشه اقتصادی هاشمی، نوع نگاه او به اقتصاد با محافظه‌کاران جناح راست سنتی تفاوت اساسی داشت. جناح راست سنتی طالب حاکمیت اقتصادی بازار است. درحالی که رفسنجانی به اقتصادی مبتنی بر صنایع مدرن باور داشت. اندیشه‌ای که باعث پدیدار شدن جناح راست مدرن در ساختار سیاسی ایران شد.
از دیدگاه سیاسی، کسانی که دنباله‌رو هاشمی هستند در ساختار سیاسی ایران جزء اصلاح‌طلبان محسوب می‌شوند. بخش مهمی از کارگزاران سازندگی تحت رهبری معنوی او قرار داشتند. از بعد عمرانی، برنامه‌های سازندگی هاشمی با سیاست‌های اقتصادی محمدرضا شاه پهلوی مشابهت داشت.
وی مطرح‌کننده ایده شورای فقهی است. عده‌ای اصل فقاهت هاشمی جهت اظهارنظر را محل تأمل دانسته و این ایده را به‌دنبال تزلزل در جایگاه ولی فقیه می‌دانند.

## دانشگاه آزاد اسلامی
هاشمی رفسنجانی از بنیان‌گذاران و رئیس هیئت امنای دانشگاه آزاد اسلامی است. در جریان انتخابات ریاست جمهوری ۱۳۸۸ دانشگاه آزاد اسلامی با ریاست عبدالله جاسبی یکی از پایگاه‌های مخالفت با احمدی‌نژاد بود و احمدی‌نژاد تلاش داشت تا نفوذ دولت را بر این مؤسسه غیردولتی گسترش داده و از نفوذ هاشمی در آن بکاهد. هیئت مؤسسان برای جلوگیری از این اقدام، دانشگاه را وقف نمود و این وقف به تأیید مجلس رسید؛ ولی تحت فشار لباس شخصی‌ها مجلس مصوبه خود را لغو کرد. سرانجام در سال ۱۳۹۰ عبدالله جاسبی جای خود را به فرهاد دانشجو از حامیان محمود احمدی‌نژاد داد؛ ولی هاشمی رفسنجانی این اقدام را غیرقانونی دانست و به عنوان رئیس هیئت مؤسس دانشگاه آزاد اسلامی از امضای حکم دانشجو خودداری کرد. چندی پس از آغاز به کار دولت حسن روحانی، که به هاشمی نزدیک بود، فرهاد دانشجو، برکنار شده و حمید میرزاده، عضو سابق کابینهٔ هاشمی رئیس دانشگاه آزاد اسلامی گردید.

## دارایی
خانوادهٔ هاشمی نام خانوادگی خود را از یکی اجداد خود به‌نام هاشم، که از ملاکان منطقه نوق بود، گرفته‌اند. زمانی که علی‌اکبر هاشمی رفسنجانی زاده شد، پدرش باغدار و تاجر پستهٔ نسبتاً ثروتمندی بود.
با گذشت سی سال از انقلاب مجید انور او را یک میلیونر معرفی می‌کند. نام او همچنین در مجلهٔ فوربز زیر عنوان «ملاهای میلیونر» منتشر شده است. بر اساس گزارش کنگره آمریکا، تنها تجارت پسته تعاونی پسته‌کاران رفسنجان که باغ‌های پسته او را زیر نظر پسرعموی او اداره می‌کند. خانواده او، کنترل میلیاردها دلار دارایی را در دست دارد.
بر اساس یک تحقیق ژورنالیستی، منشأ ثروت او آشنایی با سید ابوالفضل تولیت، میلیاردر ایرانی، است که سال‌ها پیش از پیروزی انقلاب ۱۳۵۷ ثروت خود را از طریق هاشمی وقف انقلاب کرد. هاشمی با شراکت محمدجواد باهنر و محمدرضا مهدوی کنی شرکتی به نام دژساز تأسیس کرد و با فعالیت‌های عمرانی بر روی زمین‌های موقوفه تولیت موفق شد سرمایه خود را زیاد کند.
عباس پالیزدار، دبیر کمیته تحقیق و تفحص از قوه قضاییه در دو سخنرانی جنجالی خود، افشا کرد که ۵۰ تن از مقامات و روحانیان بلندپایه نظام جمهوری اسلامی در فساد اقتصادی، از جمله، علی‌اکبر هاشمی رفسنجانی و برخی از فرزندانش مانند مهدی هاشمی دست دارند.